# فرودگاه شهرستان اش‌لند
فرودگاه شهرستان اش‌لند (به انگلیسی: Ashland County Airport) یک فرودگاه همگانی بهره‌برداری هوایی است که یک باند فرود آسفالت دارد و طول باند آن ۱۰۶۷ متر است. این فرودگاه در کشور ایالات متحده آمریکا قرار دارد و در ارتفاع ۳۶۸ متری از سطح دریا واقع شده‌است.